# Copla

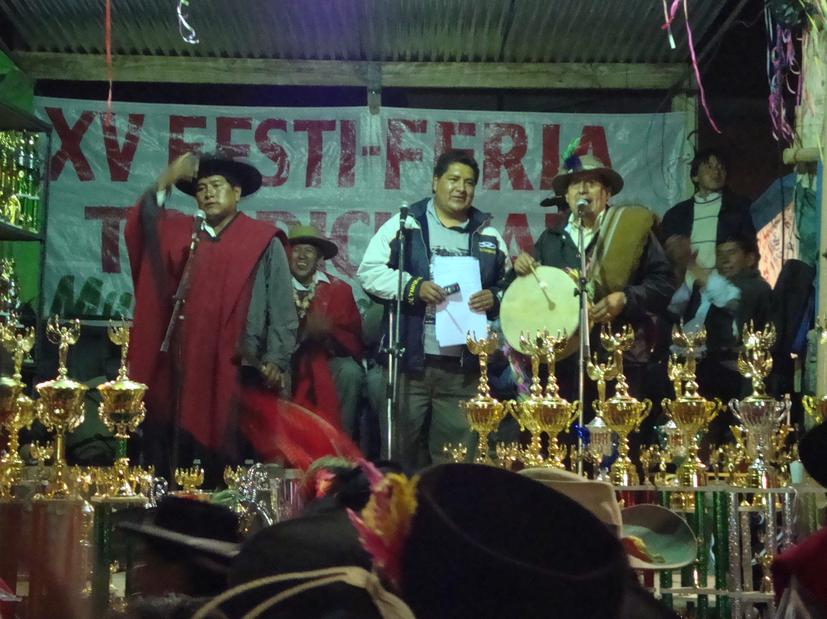
Fiesta de la copla en Iruya, Argentina

La copla (del latín copŭla 'unión, enlace') es una composición poética de cuatro versos de arte menor, generalmente, con rima asonante en los versos pares (esquema: -a-a).
El término se utiliza para designar un tipo de estrofa y el tipo de verso de tradición popular compuesta por tres o cuatro versos de arte menor, generalmente octosílabos para, dispuestos en forma de romance o tirana (8- 8a 8- 8a), de seguidilla (7- 5a 7- 5a) o de redondilla (8a 8b 8b 8a), con rima asonante o consonante.                                                                        
Aunque esta forma es característica de la tradición popular anónima, ha sido cultivada también por escritores como Rafael Alberti o Federico García Lorca. La influencia entre la corriente anónima de la copla y sus cultivadores en la literatura ha sido mutua: los poetas se han inspirado en el modelo popular para construir coplas que, a su vez, a menudo han sido recogidas por la tradición e incorporadas a su caudal, con olvido de su autor. Como escribe Manuel Machado,

Hasta que el pueblo las canta,
las coplas, coplas no son,
y cuando las canta el pueblo
ya nadie sabe el autor.
Tal es la gloria, Guillén,
de los que escriben cantares:
oír decir a la gente
que no los ha escrito nadie.
Procura tú que tus coplas
vayan al pueblo a parar,
aunque dejen de ser tuyas
para ser de los demás.
Que, al fundir el corazón
en el alma popular,
lo que se pierde de nombre
se gana de eternidad.

El lenguaje de las coplas es coloquial y directo, aunque se recurre a menudo al doble sentido para conseguir efectos cómicos, sobre todo rítmicos. Algo esencial es que tiene conexión con la música y se estima que se originó en España en el siglo XVII, aunque en Hispanoamérica forman parte de la tradición de casi todos los países, reflejando su idiosincrasia y su particular herencia española, de modo que suele formar parte del folclor regional.

## Diferentes tipos de coplas
- Copla de romance: compuesta por versos octosílabos, con el primero y el tercero libres, y el segundo y cuarto con rima asonante.[3]
- Seguidilla: tiene el primero y el tercer verso, heptasílabos con rima libre. El segundo y el cuarto son pentasílabos con rima asonante.
- Redondilla: tiene versos octosílabos, con el primero y el cuarto que riman entre sí, y el segundo y el tercero, rimando entre sí.
- Copla de arte mayor: compuesta por ocho versos con doce sílabas cada uno (dodecasílabos). De estos versos, riman entre sí: el primero con el cuarto, quinto y octavo; el segundo con el tercero; el sexto con el séptimo.
- Copla de pie quebrado o manriqueña: compuesta de dos sextillas (estrofas de seis versos), los dos primeros versos, el cuarto y el quinto son versos octosílabos, y el tercero y el sexto tetrasílabos. Este modelo de copla fue introducido por Jorge Manrique a mediados del siglo XV en la obra Coplas por la muerte de su padre.